# تد باندی (فیلم)
تد باندی (انگلیسی: Ted Bundy) فیلمی در ژانر زندگینامه‌ای است که در سال ۲۰۰۲ منتشر شد. از بازیگران آن می‌توان به مایکل ریلی برک، اریک دا ره، تریسی والتر، جنیفر تیسدل، و تام ساوینی اشاره کرد.